# إشارة (رياضيات)

تستعمل علامتا زائد وناقص للدلالة على إشارة عدد ما.

في الرياضيات، إشارة عدد حقيقي ما، هي تعريف ما إذا كان موجبا أو سالبا.

## إشارة عدد ما
كل جداء إشارتين مثل بعضهما موجب+ وعندما تكون إشارتهما مختلفة يكون الناتج سالب-
مثال 12 =(4-)*(3-)
```
(20-)=(5-)*(4)
```

- هي علامة الضرب